# Александровская геометрия
Александровская геометрия — своеобразное развитие аксиоматического подхода в современной геометрии.
Идея состоит в замене определённого равенства в аксиоматике евклидова пространства на неравенство.

## История
Первое синтетическое определение ограничений на кривизну снизу и сверху дал Абрахам Вальд в своей студенческой работе написанной под руководством Карла Менгера.
Эта работа была забыта вплоть до 1980-х годов.
Похожие определения были переоткрыты Александром Александровым.
Он же дал первые значительные приложения этой теории, в частности к задачам вложения и изгибания поверхностей.
Близкое определение метрических пространств неположительной кривизной было дано почти одновременно Гербертом Буземаном.
Исследования Александрова и его учеников велись по двум основным направлениям:
- Двумерные пространства с кривизной, ограниченной снизу;
- Пространства произвольной размерности с кривизной, ограниченной сверху.
  - Гиперболичность в смысле Громова является продолжением этой теории для дискретных пространств. Оно имеет значительные приложения в теории групп.

Пространства произвольной размерности с ограниченной снизу кривизной начали изучать только в конце 1990-х годов.
Толчком к этим исследованиям послужила Теорема Громова о компактности.
Основополагающая работа была написана Юрием Бураго, Михаилом Громовым и Григорием Перельманом.

## Основные определения
Треугольник сравнения для тройки точек {\displaystyle xyz} метрического пространства {\displaystyle X} это треугольник {\displaystyle [{\tilde {x}}{\tilde {y}}{\tilde {z}}]} на евклидовой плоскости {\displaystyle \mathbb {E} ^{2}} с теми же длинами сторон;
то есть
{\displaystyle {\begin{aligned}|{\tilde {x}}-{\tilde {y}}|_{\mathbb {E} ^{2}}&=|x-y|_{X},\\|{\tilde {y}}-{\tilde {z}}|_{\mathbb {E} ^{2}}&=|y-z|_{X},\\|{\tilde {z}}-{\tilde {x}}|_{\mathbb {E} ^{2}}&=|z-x|_{X}.\end{aligned}}}
Угол при вершине {\displaystyle {\tilde {x}}} в треугольнике сравнения {\displaystyle [{\tilde {x}}{\tilde {y}}{\tilde {z}}]} называется углом сравнения тройки {\displaystyle xyz} и обозначается {\displaystyle {\tilde {\measuredangle }}(x\,_{z}^{y})}.
В геометрии Александрова рассматриваются полные метрические пространства {\displaystyle X} с внутренней метрикой с одним из двух следующих неравенств на 6 расстояний между 4 произвольными точками.
Первое неравенство.
Для произвольных 4 точек {\displaystyle x,y,p,q\in X} рассмотрим пару треугольников сравнения {\displaystyle [{\tilde {x}}{\tilde {p}}{\tilde {q}}]} и {\displaystyle [{\tilde {y}}{\tilde {p}}{\tilde {q}}]}, тогда для произвольной точки {\displaystyle {\tilde {z}}\in [{\tilde {p}}{\tilde {q}}]} выполняется неравенство
{\displaystyle |x-y|_{X}\leq |{\tilde {x}}-{\tilde {z}}|_{\mathbb {E} ^{2}}+|{\tilde {y}}-{\tilde {z}}|_{\mathbb {E} ^{2}}.}
В этом случае говорят, что пространство удовлетворяет {\displaystyle \mathrm {CAT} (0)}-неравенству.
Полное пространство, удовлетворяющие {\displaystyle \mathrm {CAT} (0)}-неравенству, называется пространством Адамара.
В случае локального выполнения этого неравенства говорят, что пространство имеет неположительную кривизну в смысле Александрова.
Второе неравенство.
Для произвольных 4 точек {\displaystyle p,x,y,z\in X} выполняется неравенство
{\displaystyle {\tilde {\measuredangle }}(p\,_{y}^{x})+{\tilde {\measuredangle }}(p\,_{z}^{y})+{\tilde {\measuredangle }}(p\,_{x}^{z})\leq 2\cdot \pi .}
В этом случае говорят, что пространство удовлетворяет {\displaystyle \mathrm {CBB} (0)}-неравенству, или имеет неотрицательную кривизну в смысле Александрова.

### Общие ограничения на кривизну
Вместо евклидовой плоскости можно взять пространство
{\displaystyle \mathbb {M} (k)} — модельную плоскость кривизны {\displaystyle k}.
То есть
- {\displaystyle \mathbb {M} (0)} есть евклидова плоскость,
- {\displaystyle \mathbb {M} (k)} при {\displaystyle k>0} есть сфера радиуса {\displaystyle 1/{\sqrt {k}}},
- {\displaystyle \mathbb {M} (k)} при {\displaystyle k<0} есть плоскость Лобачевского кривизны {\displaystyle k}.

Тогда вышеприведённые определения превращаются в определения CAT(k) и CBB(k) пространств и пространств кривизной {\displaystyle \leqslant k} и {\displaystyle \geqslant k} в смысле Александрова.
В случае {\displaystyle k>0}, треугольник сравнения тройки {\displaystyle (xyz)} считается определённым, если
{\displaystyle |x-y|_{X}+|y-z|_{X}+|z-x|_{X}<2\cdot \pi /{\sqrt {k}}}.

## Основные теоремы
- Лемма Александрова — важное техническое утверждение об углах сравнения
- Теорема Решетняка о склеивании — позволяет конструировать CAT(k) пространства путем склеивания CAT(k) пространств по выпуклым множествам.
- Теорема Решетняка о мажоризации — даёт удобное эквивалентное определение CAT(k) пространств.
- Теорема глобализации для CAT(k) пространств, является обобщением теоремы Адамара — Картана.
- Теорема глобализации для CBB(k) пространств, является обобщением теоремы сравнения Топоногова.